# بني أيوب (الشرقية)
قرية بني أيوب هي إحدى القرى التابعة لمركز أبوحماد في محافظة الشرقية في جمهورية مصر العربية. حسب إحصاءات سنة 2006، بلغ إجمالي السكان في بني أيوب 4970 نسمة، منهم 2386 رجل و2584 امرأة.